# Ian Carey
Pour les articles homonymes, voir Carey.
Ian Harshman, dit Ian Carey ([ˈiːən ˈkɛəɹi]; né le 13 septembre 1975 au le Maryland et mort le 20 août 2021), est un DJ et producteur musical américain. Il est notamment connu pour ses titres Keep on Rising (sorti en 2008), Get Shaky (sous le nom de The Ian Carey Project). On peut aussi relever le titre Last Night en collaboration avec le rappeur américain Snoop Dogg.

## Discographie

### Singles
- 2002: The Mobtown Sound (Ian "45" Carey)
- 2003: It's Alright / Party Time (Ian "45" Carey presents Illicit Funk)
- 2004: Drop Da Vibe (DJ Jani & Ian Carey feat. MC Gee)
- 2004: Nonstop (Ian "45" Carey)
- 2004: Got To Release (Ian Carey presents Saturated Soul)
- 2005: Give Up The Funk (Ian Carey presents The Good Guys)
- 2005: The Power (Ian Carey presents Illicit Funk)
- 2005: Say What You Want (Ian Carey & Mochico)
- 2006: Lose Control (Ian Carey presents The Good Guys)
- 2007: Keep on Rising (Ian Carey feat. Michelle Shellers)
- 2007: Love Won't Wait (The Ian Carey Project)
- 2008: Redlight (Ian Carey)
- 2008: Do It  (Ian Carey)
- 2008: Get Shaky (The Ian Carey Project)[2]
- 2009: SOS (Ian Carey feat. Craig Smart)
- 2009: Shot Caller (The Ian Carey Project)
- 2010: Let Loose (Ian Carey feat. Mandy Ventrice)
- 2010: Hoodrat Stuff
- 2011: Last Night (Ian Carey feat. Snoop Dogg & Bobby Anthony)
- 2012: Amnesia (Ian Carey feat. Rosette & Timbaland)

### Autres chansons
- Faith (In the Power of Love) (Ian Carey featuring Rozalla)
- Tonight (Ian Carey & Mad Mark)
- Jazz Samba (remix de Hanna Hais)

### Singles classés dans les hit-parades
| Année | Single                                 | Meilleures positions | Meilleures positions | Meilleures positions | Meilleures positions | Meilleures positions | Meilleures positions | Meilleures positions | Meilleures positions | Meilleures positions | Meilleures positions | Meilleures positions | Certifications                                       |
| Année | Single                                 | Australie ,          | Belgique ,           | Bulgarie ,           | Allemagne ,          | Irlande ,            | Italie               | Pays-Bas ,           | Nouvelle-Zélande ,   | Russie               | Royaume-Uni ,        | Monde                | Certifications                                       |
| ----- | -------------------------------------- | -------------------- | -------------------- | -------------------- | -------------------- | -------------------- | -------------------- | -------------------- | -------------------- | -------------------- | -------------------- | -------------------- | ---------------------------------------------------- |
| 2000  | Rise (Soul Providers)                  | –                    | –                    | –                    | –                    | –                    | –                    | 62                   | –                    | –                    | 59                   | –                    |                                                      |
| 2001  | Deep Inside Your Love (Soul Providers) | –                    | –                    | –                    | –                    | –                    | –                    | –                    | –                    | –                    | 156                  | –                    |                                                      |
| 2005  | The Power                              | –                    | –                    | –                    | –                    | –                    | –                    | –                    | –                    | –                    | 103                  | –                    |                                                      |
| 2005  | Say What You Want                      | –                    | –                    | –                    | –                    | –                    | –                    | 96                   | –                    | –                    | 56                   | –                    |                                                      |
| 2008  | Keep on Rising                         | –                    | –                    | 30                   | –                    | –                    | 31                   | 16                   | –                    | 2                    | –                    | –                    |                                                      |
| 2008  | Redlight                               | –                    | –                    | 40                   | –                    | –                    | –                    | 28                   | –                    | 1                    | –                    | –                    |                                                      |
| 2008  | Get Shaky                              | 2                    | 7                    | –                    | 46                   | 9                    | –                    | 54                   | 7                    | 105                  | 9                    | 71                   | - Australie: 2 × Platine - Nouvelle-Zélande: Platine |
| 2009  | Shot Caller                            | 61                   | –                    | –                    | –                    | –                    | –                    | –                    | –                    | 14                   | –                    | –                    |                                                      |
| 2011  | Last Night                             | 15                   | –                    | –                    | –                    | –                    | 8                    | 77                   | –                    | –                    | –                    | –                    | - Australie : Platine                                |
| 2012  | Amnesia                                | –                    | –                    | –                    | –                    | –                    | –                    | 72                   | –                    | –                    | –                    | –                    |                                                      |